# Вечерница ночная фиалка
Вече́рница обыкнове́нная, или Вечерница ночная фиалка, или Вечерница женская (лат. Hesperis matronalis) — вид травянистых растений рода Hesperis семейства крестоцветных (Brassicaceae). Аромат цветков наиболее интенсивный в вечернее время, отсюда и видовое, а также тривиальное, общепринятое среди садоводов, а также в литературном языке название ночная фиалка.

## Ботаническое описание

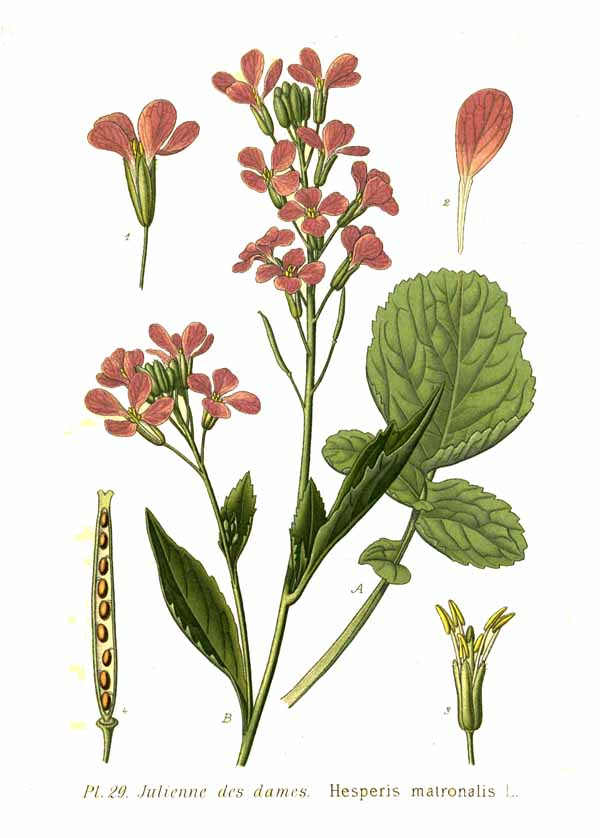

Двухлетнее или многолетнее травянистое растение, достигающее в высоту от 40 до 100 сантиметров. Корень веретеновидный и часто многоглавый. Стебель обычно ветвистый и почти голый или грубоволосистый. Если волосистый, то волоски в основном стебельчато-двухлучевые. Многочисленные стеблевые листья базальные, яйцевидные или ланцетные, острые или длиннозаостренные, зубчатые или почти цельные, с простыми грубыми волосками или почти голые. Черешки становятся короче от основания растения к верхушке.
Цветение с апреля по июль несколькими соцветиями без прицветников, достигающими в диаметре 1,5-2,5 см. Четыре чашелистика удлинённые пурпурные с зеленоватым кончиком, четыре венчика длиной от 18 до 25 мм с узким, длинным ноготком и обратнояйцевидной пластинкой. Пыльники длиной от 3 до 3,5 мм, рыльце длиной от 1 до 4 мм. Стигма имеет две прямостоячие, сросшиеся доли. Цветы имеют очень сильный, но приятный аромат ближе к вечеру и ночью. Семена созревают в стручках длиной от 40 до 100 мм и шириной от 1,5 до 2 мм. Семена однорядные, длиной около 3 мм.
Число хромосом 2n = 14, 24 или 28.

## Распространение и экология
Вид встречается в Европе, Центральной и Юго-Западной Азии. Естественный ареал простирается от юго-восточной Европы (Словацкие и Венгерские низкогорья, Иллирия) до юго-восточных Альп. Также встречается в итальянских Апеннинах. В природе отсутствует в низменностях, а также в низкогорных хребтах с породами, бедными известняком. В юго-восточных Альпах ареал простирается до 800 метров над уровнем моря. В Альпах Алльгау ареал вида поднимается на юго-запад до 1220 м над уровнем моря.
В Центральной Европе ночная фиалка обыкновенная культивируется в коттеджных садах на протяжении многих веков. В результате в Германии, как и во всей Центральной Европе, вид стал диким и натурализовался почти повсеместно. Кроме того, вид был завезён в Северную Америку в XVI веке и там также считается неофитом.
Растению необходима богатая питательными веществами, немного влажная, рыхлая, каменисто-песчаная и богатая гумусом суглинистая почва. Вид в основном встречается в долинах рек и ручьев в тугайных лесах и кустарниках. Также обитает на рудеральных лугах. Хорошо переносит тень.
Вид важен как кормовое растение для гусениц различных бабочек, таких как Anthocharis cardamines и Pieris rapae, а также различных мотыльков, особенно Plutella porrectella.

## Классификация

### Таксономия[10]
Hesperis matronalis L., 1753, Sp. Pl. : 663
Вид Вечерница обыкновенная относится к роду Вечерница (Hesperis)  относится к семейству Капустные (Brassicaceae) порядка Капустоцветные (Brassicales). Кладограмма в соответствии с Системой APG IV по состоянию на июнь 2023 года:
|  |                                      |  |                                   |                                   |                     |  | ещё 16 семейств | ещё 16 семейств |                        |  |                          |  | еще 44 подтвержденных видов и 62 вида, ожидающих подтверждения | еще 44 подтвержденных видов и 62 вида, ожидающих подтверждения |  |
|  |                                      |  |                                   |                                   |                     |  | ещё 16 семейств | ещё 16 семейств |                        |  |                          |  | еще 44 подтвержденных видов и 62 вида, ожидающих подтверждения | еще 44 подтвержденных видов и 62 вида, ожидающих подтверждения |  |
|  |                                      |  |                                   | порядок Капустоцветные            |                     |  |                 |                 | род Вечерница          |  |                          |  |                                                                |                                                                |  |
|  |                                      |  |                                   | порядок Капустоцветные            |                     |  |                 |                 | род Вечерница          |  | 7 внутривидовых таксонов |  |                                                                |                                                                |  |
|  | отдел Цветковые, или Покрытосеменные |  |                                   |                                   | семейство Капустные |  |                 |                 | Вечерница обыкновенная |  |                          |  |                                                                |                                                                |  |
|  | отдел Цветковые, или Покрытосеменные |  |                                   |                                   |                     |  |                 |                 |                        |  |                          |  |                                                                |                                                                |  |
|  |                                      |  | ещё 63 порядка цветковых растений | ещё 63 порядка цветковых растений |                     |  |                 | ещё 354 рода    | ещё 354 рода           |  |                          |  |                                                                |                                                                |  |
|  |                                      |  |                                   | ещё 63 порядка цветковых растений |                     |  |                 |                 | ещё 354 рода           |  |                          |  |                                                                |                                                                |  |

### Внутривидовые таксоны
- Hesperis matronalis subsp. adzharica Cullen
- Hesperis matronalis subsp. candida (Kit.)  Hegi  &  Em.Schmid
- Hesperis matronalis subsp. cladotricha (Borbás)  Hayek ; встречается на Балканском полуострове и в Румынии.
- Hesperis matronalis subsp. nivea Kulcz. ; встречается в Европе от Испании до Румынии, но избегает севера и юга.
- Hesperis matronalis subsp. sintenisii (F.Dvořák)  A.Duran
- Hesperis matronalis subsp. voronovii (N.Busch)  P.W.Ball ; встречается в Крыму, Турции и Грузии.
- Hesperis matronalis subsp. vrabelyiana Soó ; встречается в восточных Карпатах

### Синонимы
- Antoniana sylvestris  Bubani
- Crucifera matronalis  E.H.L.Krause
- Deilosma inodora  Fuss
- Deilosma matronalis  Andrz.  ex  DC.
- Deilosma nivea  Fuss
- Deilosma runcinata  Fuss
- Deilosma sibirica  Andrz.  ex  DC.
- Hesperis adenosepala  Borbás
- Hesperis adzharica  Tzvelev
- Hesperis albiflora  Schur
- Hesperis bituminosa  Willd.
- Hesperis caucasica  Rupr.
- Hesperis euganea  Marsili  ex  Ten.
- Hesperis heterophylla  Ten.
- Hesperis hortensis  Pers.  ex  Steud.
- Hesperis matronalis subsp. matronalis  –
- Hesperis matronalis subsp. sibirica  (L.)  G.V.Krylov
- Hesperis matronalis var. elata  (Hornem.)  Schmalh.
- Hesperis matronalis var. matronalis  –
- Hesperis matronalis var. sibirica  (L.)  DC.
- Hesperis meyeriana  (Trautv.)  N.Busch
- Hesperis oblongipetala  Borbás
- Hesperis oreophila  Kitag.
- Hesperis pontica  Zapał.
- Hesperis pycnotricha  Borbás  &  Degen
- Hesperis sabauda  Rouy  &  Foucaud
- Hesperis sibirica var. alba  Georgi
- Hesperis theophrasti subsp. graeca  Dvořák
- Hesperis transcaucasica  Tzvelev
- Hesperis umbrosa  Herbich
- Hesperis unguinosa  Schrank
- Hesperis voronovii  N.Busch
- Viola matronalis  Garsault

## Токсичность
Ядовиты все части растения, но особенно семена. Основные действующие вещества — гликозиды карденолида и гликозиды горчичного масла.

## Культивирование

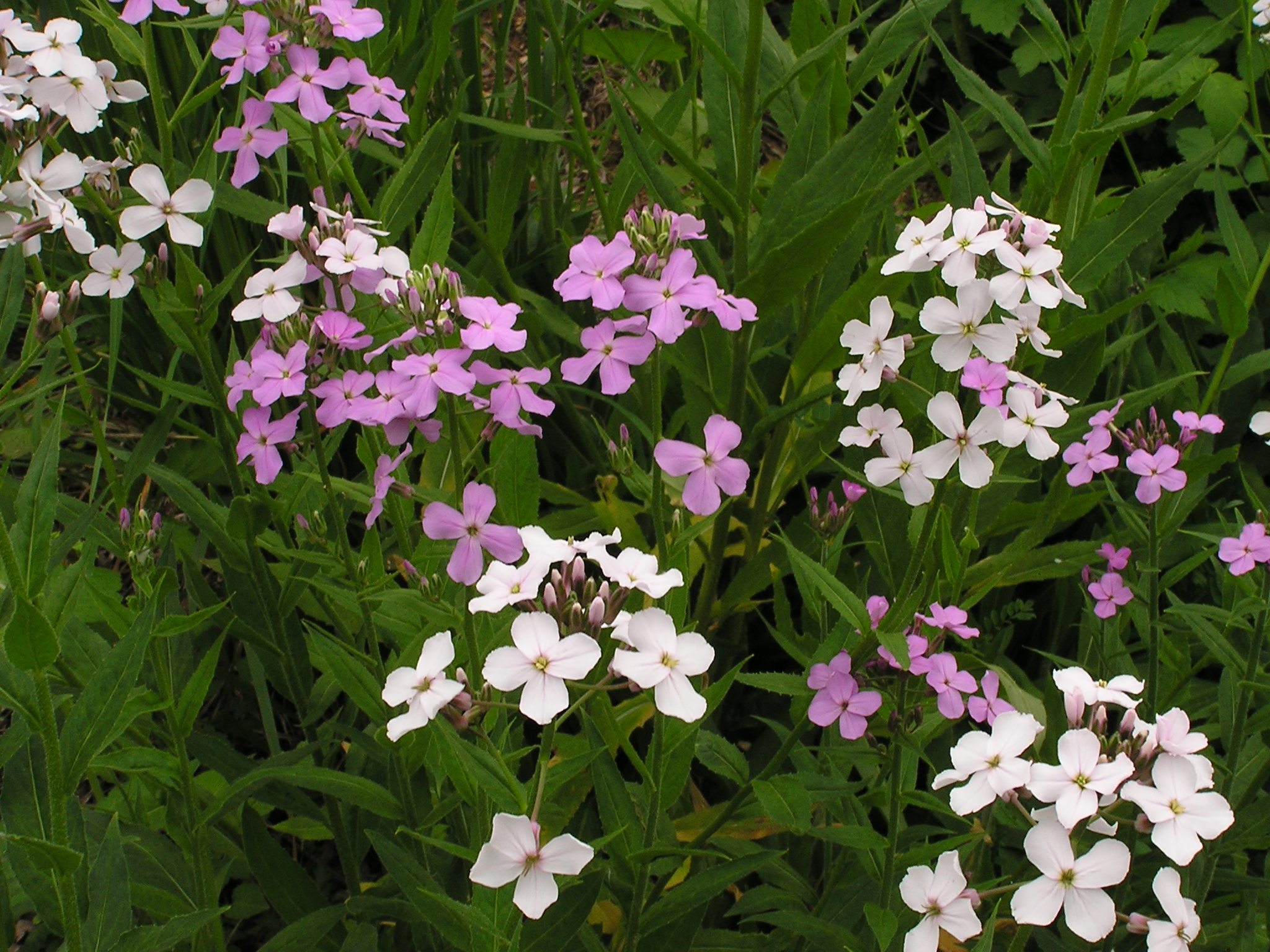

Культивируется в садах, прежде всего, из-за своего аромата (похожего на аромат левкоя) и часто встречается в смесях семян, поскольку вид легко размножается. Это способствовало его распространению в США. Были выведены различные гибриды, в частности белый сорт Hesperis matronalis 'Alba'.
Семена имеют резкий вкус. Ботаник Карл Клузиус рекомендует их при кашле и других заболеваниях грудной клетки. Растение также обладает потогонным действием.